# 全国高等学校サッカー選手権大会鳥取県大会
全国高等学校サッカー選手権大会鳥取県大会（ぜんこくこうとうがっこうサッカーせんしゅけんたいかい とっとりけんたいかい）は、全国高等学校サッカー選手権大会の鳥取県予選大会である。

## 概要
- 主催は、鳥取県サッカー協会・鳥取県高等学校体育連盟・日本海テレビ
- 参加校は、21校（2015年）
- 使用会場は、鳥取市営サッカー場・鳥取県立布勢総合運動公園陸上競技場など[1]。
- これまでに全国大会に出場しているのは、米子工、米子東、米子北、境の4校のみである。

## 歴代代表校
| 年度（大会）          | 参加校数 | 優勝校                   | 決勝スコア | 準優勝校 | 全国大会成績 | 備考      |
| --------------------- | -------- | ------------------------ | ---------- | -------- | --- | --------- |
| 1973年（第52回大会）  |          | 米子工（初出場）         |            |          | 1回戦 1 - 2 秋田商（秋田）                                                                                         | 初戦敗退  |
| 1975年（第54回大会）  |          | 米子工（2年ぶり2回目）   |            |          | 1回戦 2 - 7 神戸（兵庫）                                                                                           | 初戦敗退  |
| 1979年（第58回大会）  |          | 米子東（初出場）         |            |          | 1回戦 0 - 1 水戸商（茨城）                                                                                         | 初戦敗退  |
| 1980年（第59回大会）  |          | 米子工（5年ぶり3回目）   |            |          | 1回戦 0 - 1 新潟工（新潟）                                                                                         | 初戦敗退  |
| 1981年（第60回大会）  |          | 米子工（2年連続4回目）   |            |          | 1回戦 0 - 2 盛岡商（岩手）                                                                                         | 初戦敗退  |
| 1983年（第62回大会）  |          | 米子東（3年ぶり2回目）   |            |          | 1回戦 2 - 2(4 PK 1) 北陸（福井） 2回戦 0 - 3 暁星（東京A）                                                         | 2回戦進出 |
| 1984年（第63回大会）  |          | 米子工（3年ぶり5回目）   |            |          | 1回戦 0 - 3 五戸（青森）                                                                                           | 初戦敗退  |
| 1985年（第64回大会）  |          | 米子東（2年ぶり3回目）   |            |          | 1回戦 3 - 0 丸岡（福井） 2回戦 1 - 3 京都商（京都）                                                                | 2回戦進出 |
| 1986年（第65回大会）  |          | 米子東（2年連続4回目）   |            |          | 2回戦 0 - 4 暁星（東京B）                                                                                          | 初戦敗退  |
| 1987年（第66回大会）  |          | 米子工（3年ぶり6回目）   |            |          | 2回戦 0 - 1 岐阜工（岐阜）                                                                                         | 初戦敗退  |
| 1988年（第67回大会）  |          | 米子工（2年連続7回目）   |            |          | 1回戦 0 - 2 岐阜工（岐阜）                                                                                         | 初戦敗退  |
| 1989年（第68回大会）  |          | 米子工（3年連続8回目）   |            |          | 2回戦 1 - 1(1 PK 3) 真岡（栃木）                                                                                   | 初戦敗退  |
| 1990年（第69回大会）  |          | 米子北（初出場）         |            |          | 1回戦 0 - 4 遠野（岩手）                                                                                           | 初戦敗退  |
| 1991年（第70回大会）  |          | 米子工（2年ぶり9回目）   |            |          | 1回戦 2 - 1 水戸商（茨城） 2回戦 0 - 1 堀越（東京B）                                                               | 2回戦進出 |
| 1992年（第71回大会）  |          | 米子東（6年ぶり5回目）   |            |          | 1回戦 1 - 0 東京学館新潟（新潟） 2回戦 2 - 0 宮崎工（宮崎） 3回戦 1 - 0 富山一（富山） 準々決勝 0 - 4 国見（長崎） | ベスト8   |
| 1993年（第72回大会）  |          | 米子東（2年連続6回目）   |            |          | 1回戦 0 - 2 桐光学園（神奈川）                                                                                     | 初戦敗退  |
| 1994年（第73回大会）  |          | 米子工（3年ぶり10回目）  |            |          | 2回戦 0 - 3 三本木農（青森）                                                                                       | 初戦敗退  |
| 1995年（第74回大会）  |          | 米子北（5年ぶり2回目）   |            |          | 1回戦 2 - 3 帝京三（山梨）                                                                                         | 初戦敗退  |
| 1996年（第75回大会）  |          | 米子東（3年ぶり7回目）   |            |          | 2回戦 0 - 2 光星学院（青森）                                                                                       | 初戦敗退  |
| 1997年（第76回大会）  |          | 米子工（3年ぶり11回目）  |            |          | 1回戦 2 - 2(5 PK 4) 駒場（東京B） 2回戦 0 - 2 大津（熊本）                                                         | 2回戦進出 |
| 1998年（第77回大会）  |          | 米子東（2年ぶり8回目）   |            |          | 2回戦 1 - 3 水橋（富山）                                                                                           | 初戦敗退  |
| 1999年（第78回大会）  |          | 境（初出場）             |            |          | 1回戦 0 - 2 秋田商（秋田）                                                                                         | 初戦敗退  |
| 2000年（第79回大会）  |          | 境（2年連続2回目）       |            |          | 1回戦 0 - 1 各務原（岐阜）                                                                                         | 初戦敗退  |
| 2001年（第80回大会）  |          | 境（3年連続3回目）       |            |          | 1回戦 1 - 1(5 PK 6) 浦和南（埼玉）                                                                                 | 初戦敗退  |
| 2002年（第81回大会）  |          | 境（4年連続4回目）       |            |          | 2回戦 0 - 1 北越（新潟）                                                                                           | 初戦敗退  |
| 2003年（第82回大会）  |          | 米子北（8年ぶり3回目）   |            |          | 2回戦 0 - 5 市立船橋（千葉）                                                                                       | 初戦敗退  |
| 2004年（第83回大会）  |          | 米子北（2年連続4回目）   |            |          | 1回戦 0 - 1 青森山田（青森）                                                                                       | 初戦敗退  |
| 2005年（第84回大会）  |          | 米子北（3年連続5回目）   | 1 - 0      | 境       | 1回戦 0 - 1 浦和東（埼玉）                                                                                         | 初戦敗退  |
| 2006年（第85回大会）  |          | 境（4年ぶり5回目）       | 2 - 1      | 米子東   | 2回戦 1 - 0 帝京三（山梨） 3回戦 0 - 0(2 PK 3) 広島皆実（広島）                                                    | 3回戦進出 |
| 2007年（第86回大会）  |          | 境（2年連続6回目）       | 1 - 0      | 米子北   | 1回戦 0 - 0(2 PK 4) 室蘭大谷（北海道）                                                                             | 初戦敗退  |
| 2008年（第87回大会）  |          | 境（3年連続7回目）       | 2 - 1      | 米子北   | 2回戦 0 - 4 藤枝東（静岡）                                                                                         | 初戦敗退  |
| 2009年（第88回大会）  |          | 境（4年連続8回目）       | 1 - 0      | 米子北   | 1回戦 1 - 0 東久留米総合（東京A） 2回戦 2 - 0 四日市中央工（三重） 3回戦 0 - 2 神村学園（鹿児島）                  | 3回戦進出 |
| 2010年（第89回大会）  |          | 米子北（5年ぶり6回目）   | 3 - 0      | 境       | 1回戦 0 - 2 静岡学園（静岡）                                                                                       | 初戦敗退  |
| 2011年（第90回大会）  |          | 米子北（2年連続7回目）   | 3 - 2      | 八頭     | 1回戦 3 - 1 星稜（石川） 2回戦 1 - 5 桐光学園（神奈川）                                                            | 2回戦進出 |
| 2012年（第91回大会）  | 21       | 米子北（3年連続8回目）   | 1 - 0      | 境       | 1回戦 3 - 1 西目（秋田） 2回戦 0 - 0(2 PK 4) 旭川実（北海道）                                                      | 2回戦進出 |
| 2013年（第92回大会）  | 20       | 米子北（4年連続9回目）   | 4 - 0      | 境       | 2回戦 1 - 1(4 PK 5) 青森山田（青森）                                                                               | 初戦敗退  |
| 2014年（第93回大会）  | 21       | 米子北（5年連続10回目）  | 2 - 0      | 米子東   | 1回戦 1 - 0 昌平（埼玉） 2回戦 2 - 1 中京大中京（愛知） 3回戦 1 - 2 星稜（石川）                                   | 3回戦進出 |
| 2015年（第94回大会）  | 21       | 米子北（6年連続11回目）  | 4 - 1      | 境       | 1回戦 0 - 3 市立船橋（千葉）                                                                                       | 初戦敗退  |
| 2016年（第95回大会）  | 21       | 米子北（7年連続12回目）  | 7 - 0      | 鳥取城北 | 1回戦 3 - 0 旭川実（北海道） 2回戦 0 - 1 佐野日大（栃木）                                                          | 2回戦進出 |
| 2017年（第96回大会）  | 21       | 米子北（8年連続13回目）  | 4 - 0      | 鳥取城北 | 1回戦 2 - 1 山梨学院（山梨） 2回戦 1 - 0 仙台育英（宮城） 3回戦 3 - 0 一条（奈良） 準々決勝 0 - 3 前橋育英（群馬） | ベスト8   |
| 2018年（第97回大会）  | 21       | 米子北（9年連続14回目）  | 5 - 0      | 八頭     | 1回戦 1 - 0 国士館（東京A） 2回戦 0 - 1 丸岡（福井）                                                               | 2回戦進出 |
| 2019年（第98回大会）  | 21       | 米子北（10年連続15回目） | 2 - 0      | 境       | 2回戦 0 - 6 青森山田（青森）                                                                                       | 初戦敗退  |
| 2020年（第99回大会）  | 20       | 米子北（11年連続16回目） | 7 - 0      | 米子東   | 1回戦 0 - 1 山梨学院（山梨）                                                                                       | 初戦敗退  |
| 2021年（第100回大会） | 21       | 米子北（12年連続17回目） | 3 - 0      | 境       | 2回戦 2 - 2(2 PK 3) 矢板中央（栃木）                                                                               | 初戦敗退  |
| 2022年 (第101回大会)  | 21       | 米子北 (13年連続18回目)  | 2 - 1      | 鳥取城北 | 1回戦 2 - 1 松本国際（長野） 2回戦 1 - 2 日大藤沢（神奈川）                                                        | 2回戦進出 |
| 2023年 (第102回大会)  | 20       | 米子北 (14年連続19回目)  | 2 - 1      | 鳥取城北 | 1回戦 4 - 0 山形明正（山形） 2回戦 1 - 1(3 PK 4) 昌平（埼玉）                                                      | 2回戦進出 |
| 2024年 (第103回大会)  | 20       | 米子北 (15年連続20回目)  | 2 - 0      | 鳥取城北 | 1回戦 0 - 2 前橋育英 (群馬)                                                                                        | 初戦敗退  |

## 学校別成績
| 校名   | 出場数 | 通算成績 | 最高成績 |
| ------ | ------ | -------- | -------- |
| 米子北 | 20回   | 11勝20敗 | ベスト8  |
| 米子工 | 11回   | 2勝11敗  | 2回戦    |
| 米子東 | 8回    | 5勝8敗   | ベスト8  |
| 境     | 8回    | 3勝8敗   | 3回戦    |
| 県勢計 | 47回   | 21勝47敗 | ベスト8  |